# Stévie sladká
Stévie sladká (Stevia rebaudiana, nazývána také stévie cukrová, sladká tráva, medové lístky) je bíle kvetoucí světlomilná tropická rostlina z čeledi hvězdnicovité. Původní oblast výskytu jsou tropické a subtropické oblasti Jižní a Střední Ameriky. Je ceněna pro své léčivé účinky a zvláště pro vysokou sladivost. Stévie se používá především jako náhražka cukru, ale ve vyšší koncentraci může mít poněkud lékořicovou příchuť.
Rod Stevia obsahuje okolo 150 druhů bylin a keřů. Podobné sladivé účinky jako stévie sladká má pak například také populární čínský ostružiník Rubus suavissimus, který obsahuje glykosid steviolu zvaný rubusosid a je využívaný k přípravě léčivého nápoje známého jako Sweet tea Tian-cha.
Stévie jako sladidlo je na rozdíl od cukru téměř nekalorická, nepřispívá k tvorbě zubního kazu a je vhodná i pro diabetiky. V listopadu 2011 byly látky extrahované ze stévie, známé jako steviol-glykosidy, v Evropské unii schváleny jako přídatná látka do potravin pod označením E 960. Očekávalo se, že toto rozhodnutí může mít výrazný dopad na trh s cukrem a sladidly.

## Vzhled
Dorůstá výšky 50 až 100 cm. Její drobné sytě zelené listy jsou vstřícné, kopinaté. Jemné úbory bílých květů vytvářejí koncové okolíky. Už na první pohled se jedná o zajímavou rostlinu. Stévie byla původně jednoletou rostlinou, ale různými šlechtitelskými postupy se zařadila mezi víceleté. Je propracována technologie pěstování v jednoletém i ve víceletém cyklu a technologie vegetativního množení pomocí zelených řízků, kořenových řízků, odnoží a dalších vegetativních částí rostlin včetně metody in vitro.

## Historie
Jako první využívaly rostlinu kmeny známé jako Guaraní v Paraguayi a Brazílii. Sladili si s ním maté a používali ho také v přírodní medicíně (na pálení žáhy, cukrovku, jako ústní vodu).
V roce 1931 izolovali francouzští chemici glykosidy, které rostlině dávají sladkou chuť. Tyto izolované složky, podle latinského názvu rostliny pojmenované steviosid a rebaudiosid, jsou 250–300krát sladší než sacharóza. Látka je stálá i za tepla, nemění se její pH a nekvasí.
Ve 20. století se začala používat ve velké míře umělá sladidla, jako jsou cyklamáty a sacharin, které mohou mít karcinogenní účinky a mohou vést k rozvoji prvního stádia cukrovky. Proto se na počátku 70. let začala japonská firma Morita Kagaku Kogyo Co., Ltd zabývat možností použít stévii jako náhražku cukrů v nápojích a dalším potravinářském průmyslu. Nyní má stévie 40% podíl na japonském trhu s umělými sladidly. Zde se také přidává do nealko nápojů, jako je např. Coca Cola.
Nyní se používá stévie ve východní Asii (Čína, Thajsko, Korea, Tchaj-wan, Malajsie), ve státech Jižní Ameriky a v Izraeli. Čína je největším producentem steviósy na světě. Dříve byla stévie velmi rozšířená i v USA.

## Dostupnost
Pokusně byla rostlina vysazena v Ontariu v Kanadě, aby se zjistilo, zda ji lze pěstovat pro komerční účely. V USA je legální tuto rostlinu prodávat v jakékoli formě, pokud není označena jako potravinový doplněk. Tatáž pravidla platí pro Austrálii, Nový Zéland, Kanadu a dříve platila i pro Evropskou unii (do 2011).
V Japonsku je stévie prodávána i jako sladidlo. Extrakt ze stévie byl zaregistrován pod jménem rebiana společnostmi Coca Cola a Cargill. Tento extrakt čeká na schválení patentu a označuje nekalorické sladidlo. Coca Cola plánovala prosadit toto sladidlo na americkém trhu v roce 2009.

## Zdravotní problematika

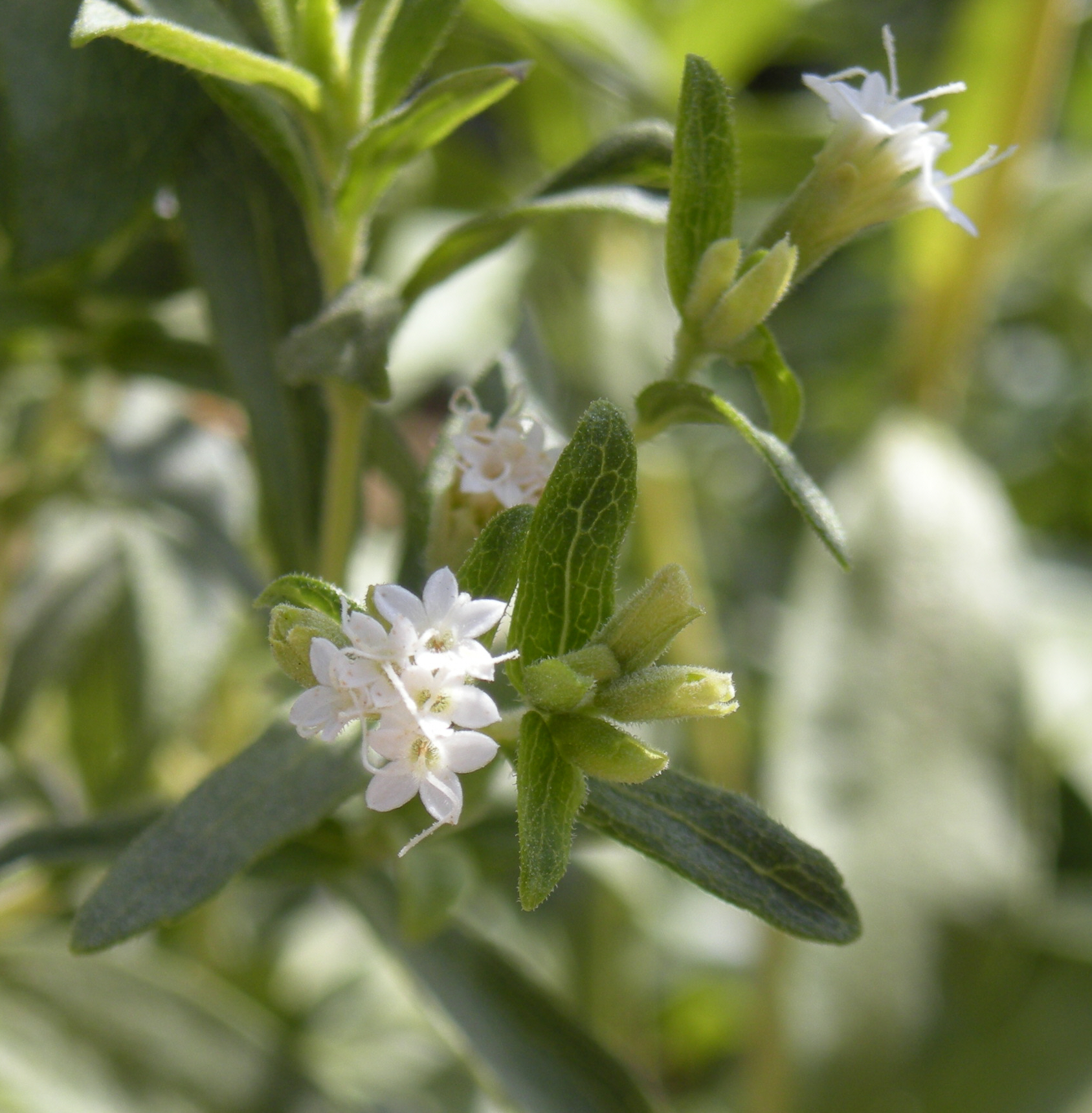
Květenství rostliny

V roce 1985 vyšla studie, která prokazovala, že steviol je mutagenem (steviol je aglykon steviosidu a rebaudiosidu, dvou nejsladších steviol-glykosidů z rostlinky). Tato studie byla ovšem později kritizována za způsob provedení.
Další studie ukázaly, že stévie zvýšila citlivost na insulin u pokusných krys, a může dokonce zvýšit produkci insulinu. Tím napomáhá ke snížení projevů cukrovky a jejích metabolických projevů. Předběžné studie na lidech ukázaly, že může redukovat hypertenzi, ale jiná studie to vyvrátila. Navzdory mnoha dalším studiím, které prokazují zdravotní nezávadnost, se to vládním organizacím nezdá dosti průkazné a volají po dalším výzkumu, který by vyvrátil toxicitu výrobků.
V roce 2006 Světová zdravotnická organizace (WHO) připravila nové studie na zhodnocení nezávadnosti stévie. Ukázalo se, že steviosid může mít pozitivní vliv na některé osoby trpící hypertenzí nebo cukrovkou typu dva a že neuvolňuje mutageny. Léčebné účinky přesto vyžadují ještě další zkoumání. Cukrovka byla léčena v Jižní Americe stévií již stovky let a také v Japonsku, kde se ve značné míře používá již od 70. let, se neprojevily žádné zdravotní komplikace.

## Politická problematika
V roce 1991 byla podána anonymní stížnost na používání stévie Úřadu pro kontrolu potravin a léčiv (FDA) v USA, který stévii označil za nebezpečný potravinový doplněk a zakázal její dovoz. FDA své rozhodnutí zdůvodnila tím, že toxikologické testy nejsou dost průkazné a látka není bezpečná. I přesto, že se látka používá od roku 1958 a nevyskytly se žádné zdravotní komplikace, nebyla látka schválena k dalšímu používání.
Arizonský kongresman Jon Kyl nařkl FDA za rozhodnutí na základě žádosti producentů umělých sladidel. FDA se brání tím, že nemůže zveřejnit jméno informátora.
Do roku 1994 byla stévie označována jako nebezpečná a její prodej byl zakázán. V roce 1995 byla revidována a mohla být prodávána na léčebné účely, ale nikoli jako potravinový doplněk. Nejasnosti ohledně vzniku mutagenů metabolickými pochody u zvířat a lidí tehdy přesvědčily Evropskou unii o prodloužení zákazu. Studie provedená v roce 2006 Světovou zdravotnickou organizací (WHO) doporučila opět látku prodávat jako potravinový doplněk.

## Využití jako sladidlo

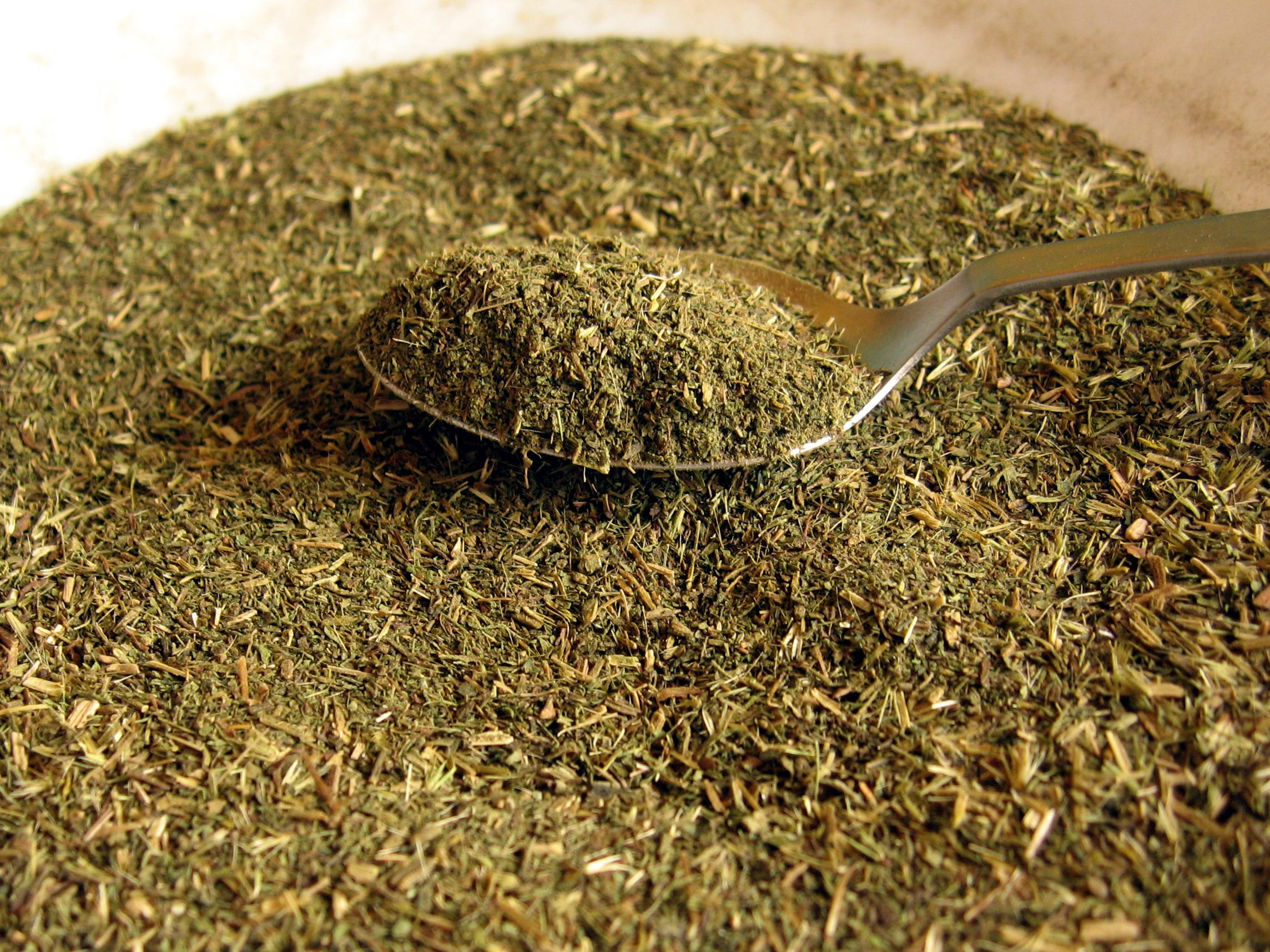
Sušená stévie se užívá jako sladidlo

Komplex sladivých látek obsažený téměř v celé rostlině mimo kořeny, zejména v listech, je tvořen několika diterpenickými glykosidy nazývanými souhrnně steviosid. Kromě samotného steviosidu jsou v rostlině obsaženy ještě tyto: rebaudiosid A, jenž je sladší než steviosid 1,3–1,5×, rebaudiosid C, D, E, dulkosid B a steviolbiosid. Steviosid se v mnoha zemích na světě používá ke slazení potravin, nápojů, v cukrářství, konzervárenském průmyslu, při výrobě zubních past a žvýkaček.

## Pěstování, dostupnost v Česku
Po schválení použití v Evropské unii (2011) již lze sladidlo v tabletách na bázi stévie koupit běžně v lékárnách i obchodech s potravinami. Také je možné koupit stévii v sušené formě v obchodech se zdravou výživou nebo bylinkářstvích. Rostlina se dá koupit v jarních měsících také jako venkovní rostlina v květinářstvích.
Pěstování v českých podmínkách: v květináči, ideální je východní parapet, popř. u okna, ve skleníku či na zahrádce. Sladké látky se tvoří více, když má rostlina dostatek světla a tepla. Z jedné rostliny lze získat až 0,5 kg sušených lístků. Na léto se doporučuje ji dávat ven a na zimu domů. Rostliny lze dobře tvarovat řezem, snadno obrážejí. Listy lze užívat jak v čerstvém stavu, tak zmrazené nebo sušené.